# Liste des voies du 12e arrondissement de Paris

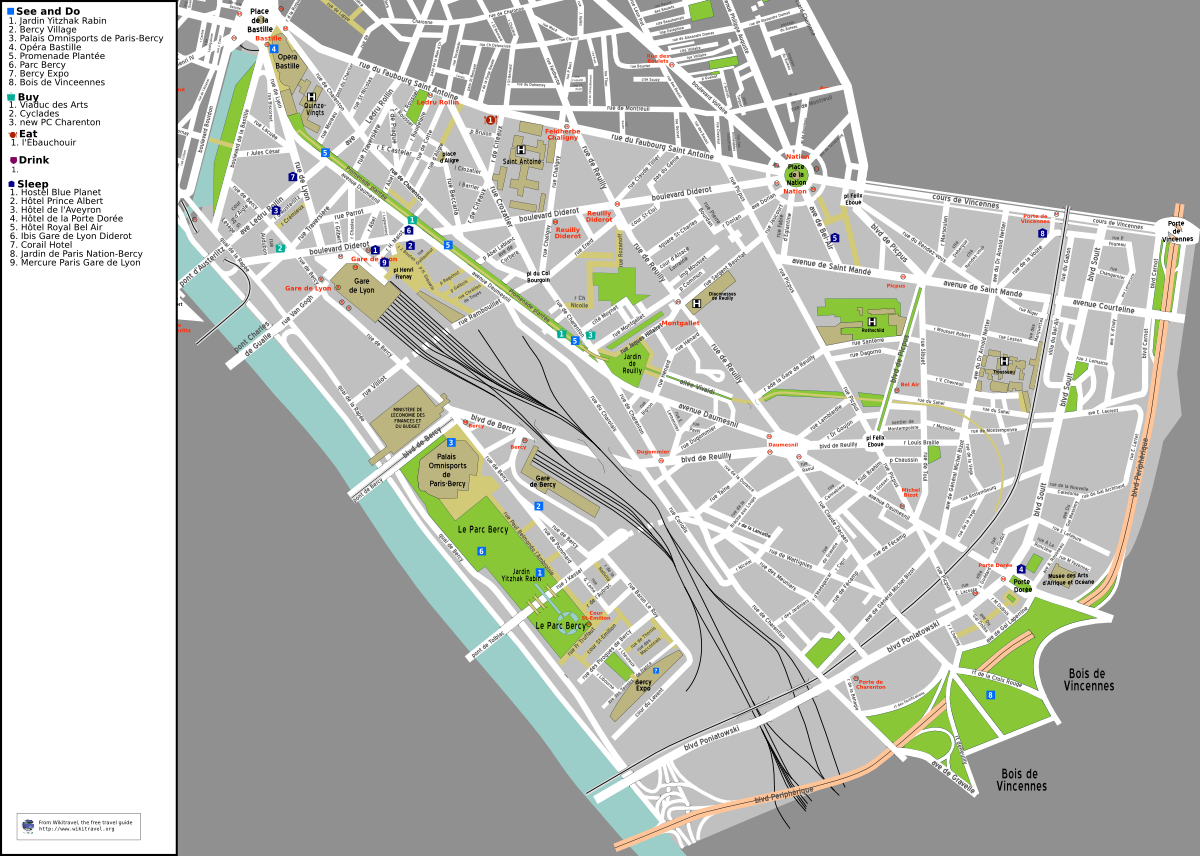
Plan du de Paris. N. B. : la place Félix-Éboué est indiquée 2 fois et pas au bon endroit, qui correspond au métro Daumesnil.

Cet article donne une liste des voies du 12e arrondissement de Paris, en France.

## Liste

### A
- Haut – A
- B
- C
- D
- E
- F
- G
- H
- I
- J
- K
- L
- M
- N
- O
- P
- Q
- R
- S
- T
- U
- V
- W
- X
- Y
- Z

- Voie A/12 (Voie sans nom de Paris)
- Autoroute A4
- Voie AA/12 (Voie sans nom de Paris)
- Rue Abel
- Passage Abel-Leblanc
- Voie AC/12 (Voie sans nom de Paris)
- Place Ady-et-Gilberte-Steg
- Voie AI/12 (Voie sans nom de Paris)
- Voie AJ/12 (Voie sans nom de Paris)
- Rue Albert-Malet
- Rue Albinoni
- Cour d'Alger
- Place d'Aligre
- Rue d'Aligre
- Rue Allard
- Cour d'Alsace-Lorraine
- Rue de l'Ambroisie
- Rue de l'Amiral-La-Roncière-Le-Noury
- Rue André-Derain
- Rue Anna-Jaclard
- Avenue Anna-Politkovskaïa
- Place Antoine-Furetière
- Rue Antoine-Julien-Hénard
- Rue Antoine-Vollon
- Voie AO/12 (Voie sans nom de Paris)
- Voie AP/12 (Voie sans nom de Paris)
- Avenue Armand-Rousseau
- Rue d'Artagnan
- Impasse des Arts
- Voie AS/12 (Voie sans nom de Paris)
- Rue de l'Aubrac
- Rue Audubon
- Pont d'Austerlitz
- Rue d'Austerlitz

### B
- Haut – A
- B
- C
- D
- E
- F
- G
- H
- I
- J
- K
- L
- M
- N
- O
- P
- Q
- R
- S
- T
- U
- V
- W
- X
- Y
- Z

- Rue Baron-Le-Roy
- Impasse Barrier
- Boulevard de la Bastille
- Place de la Bastille
- Place du Bataillon-du-Pacifique
- Rue Baulant
- Voie BE/12 (Voie sans nom de Paris)
- Rue Beccaria
- Avenue du Bel-Air
- Cour du Bel-Air
- Villa du Bel-Air
- Allée de Bercy
- Boulevard de Bercy
- Pont de Bercy
- Port de Bercy
- Quai de Bercy
- Rue de Bercy
- Rue Bernard-Lecache
- Voie BG/12 (Voie sans nom de Paris)
- Ruelle Bidault
- Rue Bignon
- Rue Biscornet
- Passage de la Boule-Blanche
- Rue Brahms
- Rue de la Brèche-aux-Loups
- Sentier Briens
- Passage Brulon
- Voie BY/12 (Voie sans nom de Paris)
- Voie BZ/12 (Voie sans nom de Paris)

### C
- Haut – A
- B
- C
- D
- E
- F
- G
- H
- I
- J
- K
- L
- M
- N
- O
- P
- Q
- R
- S
- T
- U
- V
- W
- X
- Y
- Z

- Rue Cailletet
- Route du Camp-de-Saint-Maur
- Impasse Canart
- Rue Cannebière
- Rue de Capri
- Place du Cardinal-Lavigerie
- Boulevard Carnot
- Voie CC/12 (Voie sans nom de Paris)
- Voie CD/12 (Voie sans nom de Paris)
- Voie CE/12 (Voie sans nom de Paris)
- Voie CF/12 (Voie sans nom de Paris)
- Voie CG/12 (Voie sans nom de Paris)
- Voie CH/12 (Voie sans nom de Paris)
- Rue de Chablis
- Rue du Chaffault
- Rue Chaligny
- Rue de Chalon
- Rue de Chambertin
- Terrasse de Champagne
- Route du Champ-de-Manœuvres
- Rue Changarnier
- Passage du Chantier
- Rue de Charenton
- Rue Charles-Baudelaire
- Villa Charles-Bénard
- Rue Charles-Bossut
- Avenue Charles-de-Foucauld
- Pont Charles-de-Gaulle
- Rue Charles-Nicolle
- Passage du Charolais
- Rue du Charolais
- Passage Chaussin
- Cour du Chêne-Vert
- Rue Chrétien-de-Troyes
- Rue Christian-Dewet
- Voie CI/12 (Voie sans nom de Paris)
- Rue de Cîteaux
- Voie CJ/12 (Voie sans nom de Paris)
- Voie CK/12 (Voie sans nom de Paris)
- Voie CL/12 (Voie sans nom de Paris)
- Rue Claude-Decaen
- Rue Claude-Tillier
- Voie CM/12 (Voie sans nom de Paris)
- Voie CN/12 (Voie sans nom de Paris)
- Voie CO/12 (Voie sans nom de Paris)
- Place du Colonel-Bourgoin
- Rue du Colonel-Oudot
- Rue du Colonel-Rozanoff
- Rue des Colonnes-du-Trône
- Place des Combattants-en-Afrique-du-Nord
- Rue du Congo
- Avenue de Corbera
- Rue Corbineau
- Rue Coriolis
- Rue de Cotte
- Avenue Courteline
- Voie CP/12 (Voie sans nom de Paris)
- Voie CQ/12 (Voie sans nom de Paris)
- Voie CR/12 (Voie sans nom de Paris)
- Rue Crémieux
- Impasse Crozatier
- Rue Crozatier
- Voie CS/12 (Voie sans nom de Paris)
- Voie CT/12 (Voie sans nom de Paris)
- Voie CU/12 (Voie sans nom de Paris)
- Voie CV/12 (Voie sans nom de Paris)
- Voie CW/12 (Voie sans nom de Paris)
- Voie CX/12 (Voie sans nom de Paris)
- Voie CY/12 (Voie sans nom de Paris)
- Voie CZ/12 (Voie sans nom de Paris)

### D
- Haut – A
- B
- C
- D
- E
- F
- G
- H
- I
- J
- K
- L
- M
- N
- O
- P
- Q
- R
- S
- T
- U
- V
- W
- X
- Y
- Z

- Voie D/12 (Voie sans nom de Paris)
- Voie DA/12 (Voie sans nom de Paris)
- Rue Dagorno
- Avenue Daumesnil
- Villa Daumesnil
- Voie DB/12 (Voie sans nom de Paris)
- Voie DC/12 (Voie sans nom de Paris)
- Voie DD/12 (Voie sans nom de Paris)
- Cité Debergue
- Rue Descos
- Voie DF/12 (Voie sans nom de Paris)
- Voie DG/12 (Voie sans nom de Paris)
- Boulevard Diderot
- Rue de Dijon
- Place du Dix-Neuf-Mars-1962
- Voie DN/12 (Voie sans nom de Paris)
- Place du Docteur-Antoine-Béclère
- Avenue du Docteur-Arnold-Netter
- Rue du Docteur-Goujon
- Avenue Dorian
- Rue Dorian
- Passage Driancourt
- Impasse Druinot
- Rue Dubrunfaut
- Passage Dubuffet
- Rue Dugommier
- Rue de la Durance

### E
- Haut – A
- B
- C
- D
- E
- F
- G
- H
- I
- J
- K
- L
- M
- N
- O
- P
- Q
- R
- S
- T
- U
- V
- W
- X
- Y
- Z

- Rue Ebelmen
- Rue Édouard-Lartet
- Place Édouard-Renard
- Rue Édouard-Robert
- Rue Élie-Faure
- Rue Élisa-Lemonnier
- Rue Émile-Gilbert
- Avenue Émile-Laurent
- Rue Émilio-Castelar
- Passage Emma-Calvé
- Route de l'Épine
- Impasse Érard
- Rue Érard
- Rue Ernest-Lacoste
- Rue Ernest-Lavisse
- Rue Ernest-Lefébure
- Rue Escoffier
- Route de l'Esplanade
- Route de l'Étang
- Square Eugène-Hatton
- Rue Eugénie-Éboué

### F
- Haut – A
- B
- C
- D
- E
- F
- G
- H
- I
- J
- K
- L
- M
- N
- O
- P
- Q
- R
- S
- T
- U
- V
- W
- X
- Y
- Z

- Rue Fabre-d'Églantine
- Rue du Faubourg-Saint-Antoine
- Rue de Fécamp
- Place Félix-Éboué
- Rue Ferdinand-de-Béhagle
- Carrefour de la Ferme-de-la-Faisanderie
- Rue Fernand-Foureau
- Rue des Fonds-Verts
- Ruelle Fraisier
- Avenue François-Fresneau
- Rue François-Truffaut

### G
- Haut – A
- B
- C
- D
- E
- F
- G
- H
- I
- J
- K
- L
- M
- N
- O
- P
- Q
- R
- S
- T
- U
- V
- W
- X
- Y
- Z

- Rue du Gabon
- Rue Gabriel-Lamé
- Rue de la Gare-de-Reuilly
- Passage Gatbois
- Rue du Général-Archinard
- Rue du Général-de-Langle-de-Cary
- Avenue du Général-Dodds
- Avenue du Général-Laperrine
- Avenue du Général-Messimy
- Avenue du Général-Michel-Bizot
- Passage du Génie
- Rue George-Gershwin
- Square Georges-Contenot
- Rue Georges-et-Maï-Politzer
- Square Georges-Lesage
- Voie Georges-Pompidou
- Place Gertrude-Stein
- Rue Gerty-Archimède
- Place Ginette-Hamelin
- Cour du Ginkgo
- Rue Gossec
- Rue de Gravelle
- Rue Guillaumot
- Boulevard de la Guyane

### H
- Haut – A
- B
- C
- D
- E
- F
- G
- H
- I
- J
- K
- L
- M
- N
- O
- P
- Q
- R
- S
- T
- U
- V
- W
- X
- Y
- Z

- Voie H/12 (Voie sans nom de Paris)
- Ruelle des Hébrard
- Rue Hector-Malot
- Passage Hennel
- Rue Henri-Desgrange
- Place Henri-Frenay
- Port Henri-IV

### I
- Haut – A
- B
- C
- D
- E
- F
- G
- H
- I
- J
- K
- L
- M
- N
- O
- P
- Q
- R
- S
- T
- U
- V
- W
- X
- Y
- Z

- Place de l'Île-de-la-Réunion

### J
- Haut – A
- B
- C
- D
- E
- F
- G
- H
- I
- J
- K
- L
- M
- N
- O
- P
- Q
- R
- S
- T
- U
- V
- W
- X
- Y
- Z

- Passage Jacqueline-Giraud
- Rue Jacques-Hillairet
- Rue des Jardiniers
- Rue Jaucourt
- Rue Jean-Bouton
- Villa Jean-Godard
- Place Jean-Lauprêtre
- Rue Jeanne-Jugan
- Allée Jeanne-Villepreux-Power
- Rue Jean-Renoir
- Esplanade Johnny-Hallyday
- Rue Jorge-Semprùn
- Rue Joseph-Chailley
- Rue Joseph-Kessel
- Rue Jules-César
- Rue Jules-Lemaître
- Rue Jules-Pichard

### L
- Haut – A
- B
- C
- D
- E
- F
- G
- H
- I
- J
- K
- L
- M
- N
- O
- P
- Q
- R
- S
- T
- U
- V
- W
- X
- Y
- Z

- Place Lachambeaudie
- Rue Lacuée
- Rue Lamblardie
- Avenue Lamoricière
- Rue de la Lancette
- Rue Lasson
- Avenue Ledru-Rollin
- Rue Legraverend
- Place Léo-Ferré
- Place Léonard-Bernstein
- Rue Leroy-Dupré
- Cour du Levant
- Rue Lheureux
- Rue de Libourne
- Sentier de la Lieutenance
- Place Lise-et-Artur-London
- Place Louis-Armand
- Rue Louis-Braille
- Square Louis-Gentil
- Rue Louise-Hervieu
- Rue de Lyon

### M
- Haut – A
- B
- C
- D
- E
- F
- G
- H
- I
- J
- K
- L
- M
- N
- O
- P
- Q
- R
- S
- T
- U
- V
- W
- X
- Y
- Z

- Voie M/12 (Voie sans nom de Paris)
- Rue des Mâconnais
- Rue de Madagascar
- Rue Marcel-Dubois
- Cour du Marché-Saint-Antoine
- Rue des Marguettes
- Rue Marie-Benoist
- Rue Marie-Laurencin
- Place Marie-Louise-Dugès-Lachapelle
- Passage Marie-Rogissart
- Rue Marsoulan
- Square du Massif-Central
- Cité Marthe-Condat
- Promenade Maurice-Boitel
- Place Maurice-de-Fontenay
- Rue Maurice-Denis
- Avenue Maurice-Ravel
- Place Mazas
- Sentier des Merisiers
- Rue Messidor
- Rue des Meuniers
- Rue Michel-Chasles
- Cour du Midi
- Cour du Minervois
- Passage Miriam-Makeba
- Rue Mongenot
- Rue de Montempoivre
- Sentier de Montempoivre
- Rue Montéra
- Rue Montesquiou-Fezensac
- Passage Montgallet
- Rue Montgallet
- Rue Moreau
- Pont Morland
- Place Moussa-et-Odette-Abadi
- Impasse Mousset
- Rue Mousset-Robert
- Cité Moynet

### N
- Haut – A
- B
- C
- D
- E
- F
- G
- H
- I
- J
- K
- L
- M
- N
- O
- P
- Q
- R
- S
- T
- U
- V
- W
- X
- Y
- Z

- Place de la Nation
- Pont National
- Rue de la Nativité
- Terrasse des Négociants
- Rue Nicolaï
- Rue du Niger
- Rue de la Nouvelle-Calédonie

### P
- Haut – A
- B
- C
- D
- E
- F
- G
- H
- I
- J
- K
- L
- M
- N
- O
- P
- Q
- R
- S
- T
- U
- V
- W
- X
- Y
- Z

- Voie P/12 (Voie sans nom de Paris)
- Rue Parrot
- Rue Paul-Belmondo
- Square Paul-Blanchet
- Rue Paul-Crampel
- Rue Paul-Dukas
- Rue Paul-Henri-Grauwin
- Avenue de la Pépinière
- Rue du Pensionnat
- Boulevard périphérique
- Place Philippe-de-Broca
- Boulevard de Picpus
- Rue de Picpus
- Rue Pierre-Bourdan
- Rue des Pirogues-de-Bercy
- Ruelle de la Planchette
- Rue Pleyel
- Rue de Pommard
- Cour du Ponant
- Boulevard Poniatowski
- Avenue de la Porte-de-Charenton
- Avenue de la Porte-de-Vincennes
- Rue de Prague
- Rue Proudhon

### R
- Haut – A
- B
- C
- D
- E
- F
- G
- H
- I
- J
- K
- L
- M
- N
- O
- P
- Q
- R
- S
- T
- U
- V
- W
- X
- Y
- Z

- Passage Raguinot
- Rue de Rambervillers
- Rue de Rambouillet
- Rue Raoul
- Port de la Rapée
- Quai de la Rapée
- Cité du Rendez-Vous
- Rue du Rendez-Vous
- Boulevard de Reuilly
- Rue de Reuilly
- Rue Riesener
- Rue Robert-Etlin
- Rue Roland-Barthes
- Route Ronde-des-Minimes
- Rue Rondelet
- Rue Rottembourg
- Place Rutebeuf

### S
- Haut – A
- B
- C
- D
- E
- F
- G
- H
- I
- J
- K
- L
- M
- N
- O
- P
- Q
- R
- S
- T
- U
- V
- W
- X
- Y
- Z

- Rue du Sahel
- Villa du Sahel
- Square Saint-Charles
- Rue Sainte-Claire-Deville
- Cour Saint-Éloi
- Avenue Sainte-Marie
- Cour Saint-Émilion
- Passage Saint-Émilion
- Place Saint-Estèphe
- Esplanade Saint-Louis
- Avenue de Saint-Mandé
- Villa de Saint-Mandé
- Rue Saint-Nicolas
- Passage Saint-Vivant
- Square du Sancerrois
- Rue Santerre
- Place Sarah-Monod
- Rue du Sergent-Bauchat
- Rue Sibuet
- Rue Sidi-Brahim
- Passerelle Simone-de-Beauvoir
- Rue Simone-Iff
- Boulevard Soult
- Passage Stinville

### T
- Haut – A
- B
- C
- D
- E
- F
- G
- H
- I
- J
- K
- L
- M
- N
- O
- P
- Q
- R
- S
- T
- U
- V
- W
- X
- Y
- Z

- Rue Taine
- Rue de Tahiti
- Avenue des Terroirs-de-France
- Rue Théodore-Hamont
- Rue Théophile-Roussel
- Rue de Thorins
- Pont de Tolbiac
- Rue de Toul
- Impasse Tourneux
- Rue Tourneux
- Rue Traversière
- Avenue du Tremblay
- Avenue du Trône

### V
- Haut – A
- B
- C
- D
- E
- F
- G
- H
- I
- J
- K
- L
- M
- N
- O
- P
- Q
- R
- S
- T
- U
- V
- W
- X
- Y
- Z

- Voie V/12 (Voie sans nom de Paris)
- Impasse de la Vallée-de-Fécamp
- Rue Van-Gogh
- Impasse Vassou
- Rue de la Véga
- Square de la Vendée
- Allée des Vergers
- Rue Victor-Chevreuil
- Rue Villiot
- Cours de Vincennes
- Avenue Vincent-d'Indy
- Place des Vins-de-France
- Allée Vivaldi
- Passage de la Voûte
- Rue de la Voûte

### W
- Haut – A
- B
- C
- D
- E
- F
- G
- H
- I
- J
- K
- L
- M
- N
- O
- P
- Q
- R
- S
- T
- U
- V
- W
- X
- Y
- Z

- Impasse de Wattignies
- Rue de Wattignies

### X
- Haut – A
- B
- C
- D
- E
- F
- G
- H
- I
- J
- K
- L
- M
- N
- O
- P
- Q
- R
- S
- T
- U
- V
- W
- X
- Y
- Z

- Voie X/12 (Voie sans nom de Paris)

### Y
- Haut – A
- B
- C
- D
- E
- F
- G
- H
- I
- J
- K
- L
- M
- N
- O
- P
- Q
- R
- S
- T
- U
- V
- W
- X
- Y
- Z

- Voie Y/12 (Voie sans nom de Paris)
- Passage de l'Yonne
- Place Yvette-Vincent-Alleaume

### Bois de Vincennes
Les voies suivantes sont situées dans le bois de Vincennes :
- Autoroute A4
- Route Aimable
- Avenue Anna-Politkovskaïa
- Route de l'Artillerie
- Route de l'Asile-National
- Route du Bac
- Route des Barrières
- Route des Batteries
- Carrefour de Beauté
- Porte du Bel-Air
- Route de la Belle-Étoile
- Avenue de la Belle-Gabrielle
- Route des Bosquets-Mortemart
- Route des Bosquets
- Route de Bourbon
- Route de la Brasserie
- Route Brûlée
- Allée des Buttes
- Route du Camp-de-Saint-Maur
- Route de la Cascade
- Route de ceinture du Lac-Daumesnil
- Route du Champ-de-Manœuvres
- Route des Chênes
- Chemin du Cimetière
- Route Circulaire
- Carrefour de la Conservation
- Route de la Croix-Rouge
- Avenue de la Dame-Blanche
- Route de la Dame-Blanche
- Route des Dames
- Avenue Daumesnil
- Route Dauphine
- Route de la Demi-Lune
- Route Dom-Pérignon
- Route du Donjon
- Avenue de l'École-de-Joinville
- Route de l'Épine
- Route de l'Esplanade
- Route de l'Étang
- Chaussée de l'Étang
- Route de la Faluère
- Route de la Ferme
- Carrefour de la Ferme-de-la-Faisanderie
- Avenue Foch (Vincennes)
- Avenue de Fontenay
- Route du Fort-de-Gravelle
- Route des Fortifications
- Avenue François-Fresneau
- Route de la Gerbe
- Route du Grand-Maréchal
- Route du Grand-Prieur
- Avenue de Gravelle
- Allée Jeanne-Villepreux-Power[1]
- La porte Jaune
- Route du Lac-de-Saint-Mandé
- Allée des Lapins
- Sentier Laurent-Fignon[2]
- Route Lemoine
- Cours des Maréchaux
- Promenade Maurice-Boitel
- Route de la Ménagerie
- Route des Merisiers
- Avenue des Minimes
- Route du Moulin-Rouge
- Avenue de Nogent
- Route Nouvelle
- Route Odette
- Route du Parc
- Avenue de Paris
- Carrefour de la Patte-d'Oie
- Route des Pelouses
- Route des Pelouses-Marigny
- Route du Pesage
- Route de la Plaine
- Route du Point-de-Vue
- Avenue du Polygone
- Route de la Pompadour
- Route de la Porte-Jaune
- Route de la Porte-Noire
- Carrefour de la Pyramide
- Route de la Pyramide
- Allée des Quatre-Carrefours
- Route de Reuilly
- Route Ronde-des-Minimes
- Allée Royale
- Route Royale-de-Beauté
- Route du Ruisseau
- Route des Sabotiers
- Route Saint-Hubert
- Esplanade Saint-Louis
- Route Saint-Louis
- Porte de Mandé
- Avenue de Saint-Maurice
- Avenue des Tilleuls
- Route de la Terrasse
- Route de la Tourelle
- Avenue du Tremblay
- Avenue des Tribunes

## Par type de voies

### Allée
1. Allée de Bercy
2. Allée des Buttes
3. Allée des Lapins
4. Allée des Quatre-Carrefours
5. Allée Royale
6. Allée des Vergers
7. Allée Vivaldi

### Autoroute
1. Autoroute A4

### Avenue
1. Avenue Armand-Rousseau
2. Avenue de Bel-Air
3. Avenue du Bel-Air
4. Avenue de la Belle-Gabrielle
5. Avenue Charles-de-Foucauld
6. Avenue de Corbera
7. Avenue Courteline
8. Avenue de la Dame-Blanche
9. Avenue Daumesnil
10. Avenue du Docteur-Arnold-Netter
11. Avenue Dorian
12. Avenue de l'École-de-Joinville
13. Avenue de Fontenay
14. Avenue François-Fresneau
15. Avenue du Général-Dodds
16. Avenue du Général-Laperrine
17. Avenue du Général-Messimy
18. Avenue du Général-Michel-Bizot
19. Avenue de Gravelle
20. Avenue Lamoricière
21. Avenue Ledru-Rollin
22. Avenue Maurice-Ravel
23. Avenue des Minimes
24. Avenue de Nogent
25. Avenue de Paris
26. Avenue du Polygone
27. Avenue de la Porte-de-Charenton
28. Avenue de la Porte-de-Vincennes
29. Avenue de Saint-Mandé
30. Avenue de Saint-Maurice
31. Avenue Sainte-Marie
32. Avenue des Terroirs-de-France
33. Avenue du Tremblay
34. Avenue des Tribunes
35. Avenue du Trône
36. Avenue Vincent-d'Indy

### Boulevard
1. Boulevard de la Bastille
2. Boulevard Carnot
3. Boulevard Diderot
4. Boulevard de la Guyane
5. Boulevard périphérique de Paris
6. Boulevard de Picpus
7. Boulevard Poniatowski
8. Boulevard de Reuilly
9. Boulevard Soult

### Carrefour
1. Carrefour de Beauté
2. Carrefour de la Conservation
3. Carrefour de la Ferme-de-la-Faisanderie
4. Carrefour de la Patte-d'Oie
5. Carrefour de la Pyramide

### Chaussée
1. Chaussée de l'Étang

### Chemin
1. Chemin du Cimetière

### Cité
1. Cité Debergue
2. Cité Moynet
3. Cité du Rendez-Vous

### Cour
Les cours (cour) de cet arrondissement sont parfois caractéristiques du paysage urbain propre au faubourg Saint-Antoine ou encore de celui des anciens Entrepôts de Bercy : 
1. Cour d'Alger
2. Cour d'Alsace-Lorraine
3. Cour du Bel-Air
4. Cour du Chêne-Vert
5. Cour du Ginkgo
6. Cour du Levant
7. Cour du Midi
8. Cour du Minervois
9. Cour du Ponant
10. Cour Saint-Éloi

### Cours
1. Cours des Maréchaux
2. Cours de Vincennes

### Esplanade
1. Esplanade Saint-Louis
2. Esplanade Johnny-Hallyday

### Impasse
1. Impasse des Arts
2. Impasse Barrier
3. Impasse Canart
4. Impasse Crozatier
5. Impasse Érard
6. Impasse Druinot
7. Impasse Mousset
8. Impasse Tourneux
9. Impasse de la Vallée-de-Fécamp
10. Impasse Vassou
11. Impasse de Wattignies

### Passage
Cet arrondissement possède plusieurs passages parfois caractéristiques du paysage urbain propre au faubourg Saint-Antoine :
1. Passage Abel-Leblanc
2. Passage de la Boule-Blanche
3. Passage Brulon
4. Passage Brunoy
5. Passage du Chantier
6. Passage du Charolais
7. Passage Chaussin
8. Passage Driancourt
9. Passage Dubuffet
10. Passage Gatbois
11. Passage du Génie
12. Passage Hennel
13. Passage Montgallet
14. Passage Raguinot
15. Passage Saint-Émilion
16. Passage Saint-Vivant
17. Passage Stinville
18. Passage de la Voûte

### Passerelle
1. Passerelle BZ/12
2. Passerelle Simone-de-Beauvoir

### Place
1. Place d'Aligre
2. Place Antoine-Furetière
3. Place de la Bastille
4. Place du Bataillon-du-Pacifique
5. Place du Cardinal-Lavigerie
6. Place du Colonel-Bourgoin
7. Place des Combattants-en-Afrique-du-Nord
8. Place du Docteur-Antoine-Béclère
9. Place du Dix-Neuf-Mars-1962
10. Place Édouard-Renard
11. Place Félix-Éboué
12. Place Ginette-Hamelin
13. Place Henri-Frenay
14. Place de l'Île-de-la-Réunion
15. Place Lachambeaudie
16. Place Léonard-Bernstein
17. Place Louis-Armand
18. Place Maurice-de-Fontenay
19. Place Mazas
20. Place Moussa-et-Odette-Abadi
21. Place de la Nation
22. Place Rutebeuf
23. Place Saint-Estèphe
24. Place des Vins-de-France

### Pont
1. Pont d'Austerlitz
2. Pont de Bercy
3. Pont Charles-de-Gaulle
4. Pont Morland
5. Pont National
6. Pont de Tolbiac

### Port
1. Port de Bercy
2. Port Henri-IV
3. Port de la Rapée

### Porte
1. Porte du Bel-Air
2. La porte Jaune
3. Porte de Saint-Mandé (bois de Vincennes)

### Promenade
1. Promenade Maurice-Boitel
2. Promenade plantée

### Quai
1. Quai de Bercy
2. Quai de la Rapée

### Route
1. Route Aimable
2. Route de l'Asile-National
3. Route du Bac
4. Route des Barrières
5. Route des Batteries
6. Route de la Belle-Étoile
7. Route des Bosquets-Mortemart
8. Route des Bosquets
9. Route de Bourbon
10. Route de la Brasserie
11. Route Brûlée
12. Route du Camp-de-Saint-Maur
13. Route de la Cascade
14. Route de Ceinture-du-Lac-Daumesnil
15. Route du Champ-de-Manœuvres
16. Route des Chênes
17. Route Circulaire
18. Route de la Croix-Rouge
19. Route de la Dame-Blanche
20. Route des Dames
21. Route Dauphine
22. Route de la Demi-Lune
23. Route Dom-Pérignon
24. Route du Donjon
25. Route de l'Épine
26. Route de l'Esplanade
27. Route de l'Étang
28. Route de la Faluère
29. Route de la Ferme
30. Route du Fort-de-Gravelle
31. Route des Fortifications
32. Route de la Gerbe
33. Route du Grand-Maréchal
34. Route du Grand-Prieur
35. Route du Lac-de-Saint-Mandé
36. Route Lemoine
37. Route de la Ménagerie
38. Route des Merisiers
39. Route du Moulin-Rouge
40. Route Nouvelle
41. Route Odette
42. Route du Parc
43. Route des Pelouses
44. Route des Pelouses-Marigny
45. Route du Pesage
46. Route de la Plaine
47. Route du Point-de-Vue
48. Route de la Pompadour
49. Route de la Porte-Jaune
50. Route de la Porte-Noire
51. Route de la Pyramide
52. Route de Reuilly
53. Route Ronde-des-Minimes
54. Route Royale-de-Beauté
55. Route du Ruisseau
56. Route des Sabotiers
57. Route Saint-Hubert
58. Route Saint-Louis
59. Route de la Terrasse
60. Route de la Tourelle

### Rue
1. Rue Abel
2. Rue Albert-Malet
3. Rue Albinoni
4. Rue d'Aligre
5. Rue Allard
6. Rue de l'Ambroisie
7. Rue de l'Amiral-La-Roncière-Le-Noury
8. Rue André-Derain
9. Rue Antoine-Julien-Hénard
10. Rue Antoine-Vollon
11. Rue d'Artagnan
12. Rue de l'Aubrac
13. Rue Audubon
14. Rue d'Austerlitz
15. Rue Baron-Le-Roy
16. Rue Baulant
17. Rue Beccaria
18. Rue de Bercy
19. Rue Bernard-Lecache
20. Rue Bignon
21. Rue Biscornet
22. Rue Brahms
23. Rue de la Brèche-aux-Loups
24. Rue Cailletet
25. Rue Cannebière
26. Rue de Capri
27. Rue de Chablis
28. Rue du Chaffault
29. Rue Chaligny
30. Rue de Chalon
31. Rue de Chambertin
32. Rue Changarnier
33. Rue de Charenton
34. Rue Charles-Baudelaire
35. Rue Charles-Bossut
36. Rue Charles-Nicolle
37. Rue du Charolais
38. Rue Chrétien-de-Troyes
39. Rue Christian-Dewet
40. Rue de Cîteaux
41. Rue Claude-Decaen
42. Rue Claude-Tillier
43. Rue du Colonel-Oudot
44. Rue du Colonel-Rozanoff
45. Rue des Colonnes-du-Trône
46. Rue du Congo
47. Rue Corbineau
48. Rue Coriolis
49. Rue de Cotte
50. Rue Crémieux
51. Rue Crozatier
52. Rue Dagorno
53. Rue Descos
54. Rue de Dijon
55. Rue du Docteur-Goujon
56. Rue Dorian
57. Rue Dubrunfaut
58. Rue Dugommier
59. Rue de la Durance
60. Rue Ebelmen
61. Rue Édouard-Lartet
62. Rue Édouard-Robert
63. Rue Élie-Faure
64. Rue Élisa-Lemonnier
65. Rue Émile-Gilbert
66. Rue Émilio-Castelar
67. Rue Érard
68. Rue Ernest-Lacoste
69. Rue Ernest-Lavisse
70. Rue Ernest-Lefébure
71. Rue Escoffier
72. Rue Eugénie-Éboué
73. Rue Fabre-d'Églantine
74. Rue du Faubourg-Saint-Antoine
75. Rue de Fécamp
76. Rue Ferdinand-de-Béhagle
77. Rue Fernand-Foureau
78. Rue des Fonds-Verts
79. Rue François-Truffaut
80. Rue du Gabon
81. Rue Gabriel-Lamé
82. Rue de la Gare-de-Reuilly
83. Rue du Général-Archinard
84. Rue du Général-de-Langle-de-Cary
85. Rue George-Gershwin
86. Rue Gerty-Archimède
87. Rue Gossec
88. Rue Guillaumot
89. Rue Hector-Malot
90. Rue Henri-Desgrange
91. Rue Jacques-Hillairet
92. Rue des Jardiniers
93. Rue Jaucourt
94. Rue Jean-Bouton
95. Rue Jean-Renoir
96. Rue Jeanne-Jugan
97. Rue Joseph-Kessel
98. Rue Joseph-Chailley
99. Rue Jules-César
100. Rue Jules-Lemaître
101. Rue Jules-Pichard
102. Rue Lacuée
103. Rue Lamblardie
104. Rue de la Lancette
105. Rue Lasson
106. Rue Legraverend
107. Rue Leroy-Dupré
108. Rue Lheureux
109. Rue de Libourne
110. Rue Louis-Braille
111. Rue Louise-Hervieu
112. Rue de Lyon
113. Rue des Mâconnais
114. Rue de Madagascar
115. Rue Marcel-Dubois
116. Rue des Marguettes
117. Rue Marie-Benoist
118. Rue Marie-Laurencin
119. Rue Maurice-Denis
120. Rue Marsoulan
121. Rue Messidor
122. Rue des Meuniers
123. Rue Michel-Chasles
124. Rue Mongenot
125. Rue de Montempoivre
126. Rue Montéra
127. Rue Montesquiou-Fezensac
128. Rue Montgallet
129. Rue Moreau
130. Rue Mousset-Robert
131. Rue de la Nativité
132. Rue Nicolaï
133. Rue du Niger
134. Rue de la Nouvelle-Calédonie
135. Rue Parrot
136. Rue Paul-Belmondo
137. Rue Paul-Crampel
138. Rue Paul-Dukas
139. Rue Paul-Henri-Grauwin
140. Rue du Pensionnat
141. Rue de Picpus
142. Rue Pierre-Bourdan
143. Rue des Pirogues-de-Bercy
144. Rue Pleyel
145. Rue de Pommard
146. Rue de Prague
147. Rue Proudhon
148. Rue de Rambervillers
149. Rue de Rambouillet
150. Rue du Rendez-Vous
151. Rue Raoul
152. Rue de Reuilly
153. Rue Riesener
154. Rue Robert-Etlin
155. Rue Roland-Barthes
156. Rue Rondelet
157. Rue Rottembourg
158. Rue du Sahel
159. Rue Saint-Nicolas
160. Rue Sainte-Claire-Deville
161. Rue Santerre
162. Rue du Sergent-Bauchat
163. Rue Sibuet
164. Rue Sidi-Brahim
165. Rue Taine
166. Rue de Taïti
167. Rue Théodore-Hamont
168. Rue Théophile-Roussel
169. Rue de Thorins
170. Rue de Toul
171. Rue Tourneux
172. Rue Traversière
173. Rue Van-Gogh
174. Rue de la Véga
175. Rue Victor-Chevreuil
176. Rue Villiot
177. Rue de la Voûte
178. Rue de Wattignies

### Ruelle
1. Ruelle Bidault
2. Ruelle Fraisier
3. Ruelle des Hébrard
4. Ruelle de la Planchette

### Sentier
Cet arrondissement possède plusieurs voies qualifiées de sentiers : 
1. Sentier Briens
2. Sentier Laurent-Fignon, dans le Bois de Vincennes :
3. Sentier de la Lieutenance (passage)
4. Sentier des Merisiers (réel sentier)
5. Sentier de Montempoivre (rue)

### Square
1. Square Georges-Contenot
2. Square Georges-Lesage
3. Square Louis-Gentil
4. Square du Massif-Central
5. Square Paul-Blanchet
6. Square Saint-Charles
7. Square du Sancerrois
8. Square de la Vendée

### Terrasse
1. Terrasse de Champagne
2. Terrasse des Négociants

### Villa
1. Villa du Bel-Air
2. Villa Charles-Bénard
3. Villa Daumesnil
4. Villa Jean-Godard
5. Villa du Sahel
6. Villa de Saint-Mandé

### Voie
1. Voie AA/12
2. Voie Georges-Pompidou